# Pohlia geniculata
Pohlia geniculata là một loài Rêu trong họ Bryaceae. Loài này được (Brid.) Wijk & Margad. miêu tả khoa học đầu tiên năm 1965.